# Skarlagenhvidtjørn
Skarlagenhvidtjørn (Crataegus intricata), også skrevet Skarlagen-Hvidtjørn, er en stor, løvfældende busk eller et lille træ. Frugterne er rødbrune og bliver siddende til langt ud på vinteren.

## Beskrivelse
Væksten er opret til udspærret. Barken er først glat og brun med spredte korkporer. Senere bliver den grå og får smalle furer. Knopperne er spredte, udspærrede og runde. grenene bærer mange, krumme torne på ca. 4 cm længde. Bladene er ægformede med mat, lysegrøn over- og underside. Randen er tandet eller lappet. Høstfarven er klart rød. Blomsterne er hvide og sidder i små halvskærme. Frugterne er rødbrune og krukkeformede, og de bliver siddende langt ud på vinteren.
Denne plante har højtliggende finrødder, men fåtallige, grove hovedrødder, der går ned i dybden. Men i øvrigt bliver skarlagenhvidtjørn ofte leveret podet på grundstamme af Éngriflet Hvidtjørn, og den har derfor denne plantes rodnet. Planten fremkalder jordtræthed.
Højde x bredde og årlig tilvækst: 4 x 3 m (20 x 15 cm/år). 

## Hjemsted
Skarlagen-Tjørnen gror i blandingsskovene i det nordøstlige USA, hvor somrene er varme og ret fugtige, mens vintrene er meget kolde. 
I Dysart Woods,Belmont County, Ohio findes den sammen med bl.a. tulipantræ, amerikansk platan, blomsterkornel, Carya cordiformis, Fagus grandifolia, glansbladet hæg, hanesporehvidtjørn, hvid hickory, hvidask, hvideg, hvidelm, Juglans cinerea, Nyssa sylvatica, rødeg, rødløn, sort valnød, sortlind og sukkerløn.

## Sygdomme
Som alle Tjørn kan også denne angribes af ildsot.
| Portal | Portal:Botanik |